# 청담국제고등학교 2
《청담국제고등학교 2》는 대한민국의 OTT 서비스인 Wavve 오리지널 드라마이다.

## 기획 의도
오시은의 추락 그 이후 쪼개진 다이아몬드6와 흔들리는 청담국제고등학교의 계급질서를 그린, 청춘 로맨스가 가미된 하이틴 심리 스릴러 드라마

## 스트리밍 일정
| 스트리밍 | 기간             | 업로드 본방송 시간   | 비고   |
| -------- | ---------------- | -------------------- | ------ |
| Wavve    | 2025년 7월 3일 ~ | 매주 목요일 오후 5시 | 10부작 |

## 출연진

### 주요 인물
- 이은샘 - 김혜인 역
- 김예림 - 백제나 역
- 김민규 - 차진욱 역
- 이종혁 - 서도언 역

### 주변 인물
- 박시우 - 민율희 역
- 장덕수 - 박우진 역
- 장성윤 - 김해인 역
- 원규빈 - 이사랑 역

### 기타 인물
- 하연주 : 하민희 역
- 이도엽 : 백주원 역
- 윤재현 : 황보석 역
- 한다솔 : 오시은 역
- 오지호 : 서희권 역
- 이다해 : 서재경 역 - 제나의 어머니
- 권세은 : 이선주 역
- 류태호 : 차기호 역
- 허현서 : 배가영 역
- 미상 : 비서 역
- 미상 : 블랙독 역

## 시청률
| 회차 | 방송일          | 닐슨 전국 시청률 |
| ---- | --------------- | ---------------- |
| 1    | 2025년 7월 5일  | 0.5%             |
| 2    | 2025년 7월 5일  | 0.4%             |
| 3    | 2025년 7월 12일 | 0.4%             |
| 4    | 2025년 7월 12일 | 0.3%             |
| 5    | 2025년 7월 19일 | 0.3%             |
| 6    | 2025년 7월 19일 | 0.2%             |
| 7    | 2025년 7월 26일 | 0.3%             |
| 8    | 2025년 7월 26일 | 0.3%             |
| 9    | 2025년 8월 2일  | 0.3%             |
| 10   | 2025년 8월 2일  | 0.2%             |

방송 날짜는 방송 시간 기준이다.

## 참고 사항
- 와이낫미디어 단일 제작이었던 시즌1과 달리 이번에는 리안컨텐츠가 공동제작사로 합류해 제작했다.
- 시즌1의 연출진과 작가가 모두 바뀌었다. 시즌2의 연출은 학원물 드라마 〈밤이 되었습니다〉 의 연출을 맡은 적이 있는 임대웅 감독이 맡게 되었다. 와이낫미디어 드라마 〈손가락만 까딱하면〉 등을 연출한 박형원 감독과 공동 연출 형식으로 연출을 하게 되었다. 꾸준히 공포 장르 영화나 〈써치〉, 〈밤이 되었습니다〉 등 슬래셔물 요소가 있는 드라마 위주로 연출해온 임대웅 감독 입장에서는 거의 처음으로 도전하는 일반 학원물이다.
- 백제나 역의 김예림과 차진욱 역의 김민규가 듀엣곡 〈I'm Like You〉를 통해 OST에도 직접 참여한다.
- 이사랑 역의 배우 원규빈의 데뷔작이다.
- 치진욱 역의 배우 김민규는 지금까지는 〈만찢남녀〉, 〈청춘 블라썸〉 등 플레이리스트 웹드라마 작품에만 출연했었는데, 이번에 처음으로 플레이리스트와 함께 웹드라마 업계를 양분해온 와이낫미디어의 작품에 출연하게 되었다.